# Liste antiker Ortsnamen und geographischer Bezeichnungen/Ru
| Lateinischer Name | Griechischer Name         | Beschreibung                                    | Heute                                                         | Quellen und Verweise | Lage |
| ----------------- | ------------------------- | ----------------------------------------------- | ------------------------------------------------------------- | -------------------- | ---- |
| Ruaditae          |                           |                                                 |                                                               | Smith;               |      |
| Rubi              |                           | Stadt in Apulien                                | Ruvo di Puglia in der Provinz Bari in Italien                 | Smith;               |      |
| Rubicon           | Ῥουβικων (Rhoubikōn)      | Grenzfluss von Gallia cisalpina                 | Rubikon in Italien                                            | Smith;               |      |
| Rubrae            |                           |                                                 |                                                               | Smith;               |      |
| Rubresus Lacus    |                           |                                                 |                                                               | Smith;               |      |
| Rubricata         |                           |                                                 |                                                               | Smith;               |      |
| Rubricatus        |                           |                                                 |                                                               | Smith;               |      |
| Rubricatus        |                           |                                                 |                                                               | Smith;               |      |
| Rubrum Mare       |                           |                                                 |                                                               | Smith;               |      |
| Rucconium         |                           |                                                 |                                                               | Smith;               |      |
| Ruessium          |                           |                                                 |                                                               | Smith;               |      |
| Rufiniana         | Ῥουφινίανα (Rhouphiniana) | Ort der Nemeter in Gallia Belgica               | vermutlich Eisenberg (Pfalz) in der Pfalz                     | Smith;               |      |
| Rufrae            |                           |                                                 |                                                               | Smith;               |      |
| Rufrium           |                           |                                                 |                                                               | Smith;               |      |
| Rugh              |                           |                                                 |                                                               | Smith;               |      |
| Rugium            |                           |                                                 |                                                               | Smith;               |      |
| Runicatae         |                           |                                                 |                                                               | Smith;               |      |
| Rura              |                           |                                                 |                                                               | Smith;               |      |
| Rurada            |                           |                                                 |                                                               | Smith;               |      |
| Rusadir           |                           |                                                 |                                                               | Smith;               |      |
| Rusazus           |                           |                                                 |                                                               | Smith;               |      |
| Ruscino           |                           |                                                 |                                                               | Smith;               |      |
| Rusellae          | Ῥουσέλλαι (Rhousellai)    | Stadt der Etrusker                              | etwa 8 km nordöstlich Grossetos in der Toskana                | Smith;               |      |
| Rusgunia          |                           |                                                 |                                                               | Smith;               |      |
| Rusicade          | Ῥουσίκαδα (Rhousikada)    | Stadt in Numidien und Hafen von Cirta           | Skikda in Algerien                                            | Smith;               |      |
| Rusidava          |                           |                                                 |                                                               | Smith;               |      |
| Ruspe             |                           |                                                 |                                                               | Smith;               |      |
| Ruspinum          |                           |                                                 |                                                               | Smith;               |      |
| Rusticiana        | Ῥουστίκανα (Rhoustikana)  | Ort der Vettonen am Ufer des Tagus in Lusitania | nahe Coria in Extremadura in Spanien, möglicherweise Galisteo | Smith;               |      |
| Rusucurrium       |                           |                                                 |                                                               | Smith;               |      |
| Ruteni            | Ῥουτῆνοι (Rhoutēnoi)      | keltischer Stamm in Südgallien                  | Siedlungsgebiet im Zentralmassiv in Südfrankreich             | Smith;               |      |
| Ruticlei          |                           |                                                 |                                                               | Smith;               |      |
| Rutuba            |                           |                                                 |                                                               | Smith;               |      |
| Rutubis           |                           |                                                 |                                                               | Smith;               |      |
| Rutuli            |                           |                                                 |                                                               | Smith;               |      |
| Rutunium          |                           |                                                 |                                                               | Smith;               |      |
| Rutupiae          | Ῥουτούπιαι (Rhoutoupiai)  | Stadt der Cantae an der Ostküste von Britannien | in der Nähe von Richborough in Kent in England                | Smith;               |      |